# 로맨싱 스톤
《로맨싱 스톤》(영어: Romancing the Stone)은 1984년 개봉한 미국의 로맨틱 코미디 모험 영화이다. 로버트 저메키스가 감독을 맡았다.
1985년 제42회 골든 글로브상 영화 뮤지컬·코미디 부문 작품상과 여우 주연상 수상작이다. 제57회 아카데미상에선 편집상 후보에 올랐다.
1985년 12월 11일 후속편인 《나일의 대모험》이 개봉하였다.

## 줄거리
뉴욕에 사는 인기 연애 소설 작가 조앤 와일더는 최근 살해된 언니 일레인의 남편 에드와도가 사망 직전에 우편으로 보낸 지도를 받는다. 곧 유물 밀수업자 아이라와 랠프에게 납치된 일레인이 전화를 걸어와 지도는 자신의 몸값이니 이를 콜롬비아 카리브해 항구 도시 카르타헤나로 가져와 달라고 사정한다.
그러나 콜롬비아에 도착한 조앤은 역시 이 지도를 노리고 있는 솔로 장군에게 속아 반대 방향 버스를 타고 해안 대신 내지로 더 깊숙이 들어가게 된다. 이런 조앤을 랠프가 뒤쫓는 와중에 버스가 사고로 한 랜드로버와 충돌한다.
조앤은 랜드 로버 운전자인 미국인 열대 새 밀수꾼 잭 T. 콜턴에게 밀림을 벗어나 전화기가 있는 곳까지 가게 해 주면 375 달러를 여행자 수표로 주겠다고 약속한다. 솔로와 그가 이끄는 군경들을 피한 두 사람은 한 마을에서 마약왕 후안을 만난다. 후안은 조앤의 열혈 팬으로 밝혀지고, 후안은 둘의 도망을 기꺼이 돕는다.
잭은 조앤에게 지도를 넘기기 전에 보물을 찾아 자신들이 차지하자고 설득한다. 이들이 거대한 에메랄드 “엘코라손”(심장)을 찾아내자마자 뒤쫓아온 랠프가 나타나 총구를 들이민다. 그러나 연이어 솔로까지 나타나자 랠프는 당황하고, 그 틈에 잭은 다시 에메랄드를 빼앗는다. 조앤과 잭은 랠프의 차를 타고 도망치지만 불어난 강물에 처박혀 오도가도 못하는 신세가 되고, 조앤은 지도를, 잭은 에메랄드를 지닌 상태에서 두 사람은 각기 강물 반대편으로 찢어진다.
카르타헤나에서 조앤에게서 지도를 받은 아이라는 일레인을 풀어준다. 그러나 솔로가 잭, 그리고 심하게 구타당한 흔적이 있는 랠프와 함께 모습을 드러낸다. 솔로가 조앤 역시 고문하려고 하자 잭은 몸에 품고 있던 에메랄드를 발로 차서 악어 우리 안으로 던져 버린다. 솔로는 에메랄드를 잡으려고 악어 우리 위로 손을 뻗었다가 악어에게 물려 손을 뜯기고, 악어는 그대로 솔로의 손과 에메랄드를 삼킨다.
솔로 휘하의 군인들과 아이라의 갱단 사이에서 총격전이 벌어지고, 도망치려는 조앤과 일레인을 솔로가 가로막는다. 잭이 조앤을 구하기 위해 악어를 포기하자마자 솔로가 조앤에게 돌진하다가 악어 우리 안으로 떨어진다. 당국에서 출동하자 아이라는 랠프를 버리고 도망친다. 잭은 놓아줬던 악어를 쫓기로 하고, 조앤은 뉴욕으로 돌아간다.
자신이 겪은 모험을 바탕으로 새 소설을 완성한 조앤 앞에 악어 가죽 부츠를 신은 잭이 나타난다. 잭은 에메랄드를 판 돈으로 범선을 샀으며 여기에 조앤의 소설 주인공 이름을 따서 앤젤리나라는 이름을 붙였다. 이제 두 사람은 이 배를 타고 전 세계를 돌아다닐 예정이다.

## 출연진
- 마이클 더글러스 - 잭 T. 콜턴 역
- 캐슬린 터너 - 조앤 와일더 역
- 대니 더비토 - 랠프 역
- 잭 노먼 - 아이라 역
- 알폰소 아라우 - 후안 역
- 마누엘 오헤다 - 솔로 장군 역
- 홀랜드 테일러 - 글로리아 혼 역
- 메리 엘런 트레이너 - 일레인 와일더 역
- 테드 화이트 - 그로건 역

## 기타 제작진
- 공동 제작: 잭 브로드스키, 조엘 더글러스
- 미술: 로런스 G. 폴
- 의상: 매릴린 밴스

## 반응
평단으로부터 대체로 좋은 평가를 받았다. 리뷰 애그리게이터 웹사이트 로튼 토마토에서는 리뷰 56편을 바탕으로 86%의 지지도를 얻었으며 평점은 10점 만점에 7.2이다.

## 우리말 녹음
KBS 성우진 (1990년 1월 28일)
- 이정구 - 잭 (마이클 더글러스)
- 손정아 - 조앤 (캐슬린 터너)
- 탁원제
- 이근욱
- 문영래
- 최옥희
- 백진
- 정동열
- 최문자
- 성창수

## 같이 보기
- 로스트 시티 (2022년 영화)